# Der Canyon
Der Canyon (Originaltitel: Tyrannosaur Canyon) ist ein Thriller von Douglas Preston aus dem Jahr 2005 und handelt von einem geheimnisvollen Fund in der Wüste von New Mexico.

## Inhalt
Im Prolog des Romans wird ein Vorfall während der Apollo 17 Mond-Mission dargestellt. In deren Verlauf machen die Astronauten auf dem Mond einen Gesteinsfund, der später sorgfältig unter Verschluss gehalten wird, ohne dass man an dieser Stelle den Grund für die Geheimhaltung erfährt.
Danach geschieht ein Szenenwechsel in die Wüste von Neu Mexico des 21. Jahrhunderts:
Tom Broadbent hört auf einem Ausritt in der Wüste Schüsse aus der Richtung des sog. Tyrannosaurier-Canyons. Er reitet in diese Richtung und findet einen alten Mann, einen sogenannten Prospektor, der, von Schüssen getroffen, im Sterben liegt. Vor seinem Tod gibt ihm der Prospektor ein Notizbuch und nötigt ihm dabei das Versprechen ab, das Buch seiner Tochter Robbie zukommen zu lassen.
Als wenig später Jimson Maddox, der Mörder, bei der Leiche eintrifft und das Fehlen des Buches bemerkt, ist er außer sich, weil er beauftragt ist, dieses um jeden Preis zu beschaffen. Immerhin findet er im Besitz des Toten eine interessante Gesteinsprobe, die er an sich nimmt.
Als tags darauf Tom mit der Polizei am Fundort der Leiche eintrifft, ist diese spurlos verschwunden ...
Das Notizbuch enthält sorgfältig in Handschrift eingetragene Zahlenkolonnen. Tom hält die Zahlen für irgendeinen Code, ist aber nicht in der Lage, diesen zu entziffern. Er bringt das Buch zu Wyman Ford, einem ehemaligen CIA-Kryptologen, der gerade als Novize in einem Kloster seiner Aufnahme in die Ordensgemeinschaft entgegensieht. Ford gelingt nach einiger Zeit die Entdeckung, dass es sich bei den Zahlen nicht um einen Code, sondern um Daten handelt, und zwar solche eines Bodenradar-Gerätes. Eine Auswertung ergibt das Bild eines vollständig erhaltenen Skeletts eines Tyrannosaurus.
Maddox’ Auftraggeber, Iain Corvus, ist ein wissenschaftlicher Mitarbeiter am American Museum of Natural History. Er lässt die Gesteinsprobe heimlich von Melody Crookshank, einer Laborassistentin, untersuchen. Melody findet heraus, dass es sich dabei um einen Teil eines Tyrannosaurusknochens handelt.
Corvus hat sich bisher vergeblich um eine Anstellung als Kurator bemüht. Die erhoffte Beförderung ist ihm versagt geblieben, hauptsächlich, weil die Zahl seiner wissenschaftlichen Veröffentlichungen bisher zu wünschen übrig ließen. Corvus beabsichtigt, Melodies Forschungsergebnisse zu stehlen, um eine Ausgrabungsgenehmigung für den T. Rex zu erhalten. Als Ergebnis seiner Machenschaften erhofft er sich Ruhm und Ehre sowie die lang ersehnte Anstellung als Kurator.
Melody entdeckt, dass die Probe winzige Partikel enthält, die sie „Venus-Partikel“ nennt. Das Telefonat mit Corvus, in dem Melody ihm diese Ergebnisse mitteilt, wird von der NSA abgehört. Es wird ein geheimes Kommando unter der Leitung von J.G. Masago ins Leben gerufen mit dem Ziel, die Hinweise auf die Existenz der Partikel unter Verschluss zu halten, alle Zeugen zu töten und in den Besitz der Probe zu gelangen.
In der Zwischenzeit macht sich Ford auf den Weg in die Wüste, um nach dem Skelett zu suchen. Gleichzeitig entführt Maddox Sally, die Frau von Tom Broadbent, um von diesem die Herausgabe des Notizbuchs zu erpressen.
Maddox hält Sally in einen verlassenen Bergwerksstollen gefangen und zwingt Tom, ihm das Notizbuch auszuhändigen. Nun, wo er das Buch in Besitz hat, möchte er Sally umbringen. Es gelingt ihr jedoch, auszubrechen, wobei Tom ihr hilft. Die beiden sind danach zu Fuß auf der Flucht vor Maddox, der ihnen, mit einem Gewehr bewaffnet, auf den Fersen ist.
Masago lässt einen Agenten in das Museum eindringen, der Corvus tötet und die Proben zusammen mit den Ergebnissen entwendet. Melody, die Corvus misstraut, hat jedoch von allen Arbeiten Kopien gemacht, die sie, zusammen mit Probenmaterial, versteckt hält. Als Melody der Ermordung Corvus’ gewahr wird und das Verschwinden der Arbeiten bemerkt, wird ihr klar, dass sie wahrscheinlich das nächste Opfer sein wird.
Sie vermutet, dass jemand versucht, den Fund und alles, was damit in Zusammenhang steht, geheim zu halten, und kommt zu der Erkenntnis, dass ihre einzige Chance darin besteht, die Untersuchungen abzuschließen und die Ergebnisse im Internet zu veröffentlichen.
Die abschließende Untersuchung der Proben ergibt, dass die Venus-Partikel nach 65 Millionen Jahre noch lebensfähig sind. Anscheinend handelt es sich dabei um eine Art Viren, welche die Zellstruktur des Reptils zerstört haben. Sie stellt die Ergebnisse ins Web und macht sie dadurch weltweit verfügbar.
Mittlerweile sind die Kommandoeinheiten unter Einsatz modernster Technik Ford in der Wüste dicht auf den Fersen. Auch Maddox ist kurz davor, Tom und Sally zu erschießen. Den beiden gelingt es jedoch mit Glück Maddox zu überwältigen und ihn zu töten. Sie nehmen das Notizbuch wieder an sich und schließen zu Ford auf. Ford führt sie auf der Flucht vor den Häschern des Geheimdienstes aus dem Canyon heraus. Ihre Flucht endet in einer alten Anasazi-Höhle; hier sitzen sie in der Falle. In der Höhle befindet sich das T.-Rex-Fossil und es ist noch erkennbar, dass die Indianer in der Höhle vor Jahrhunderten kultische Handlungen ausgeübt haben, die offenbar mit dem Skelett im Zusammenhang standen.
Es gelingt Ford, das Team von Masago nach dessen Einrücken in die Höhle dazu zu überreden, zu ihm überzulaufen und von der Ermordung der drei abzulassen. Masago berichtet von den Venus-Partikeln und dass man sie auch auf dem Mond gefunden habe. Somit ist klar, dass sie außerirdischen Ursprungs sind. An dieser Stelle wird somit auch offenbar, was es mit dem geheimnisvollen Gesteinsfund im Prolog auf sich hat.
Alle verlassen die Höhle mit dem gefangengenommenen Masago, und es geht mit einem Helikopter zurück zum Stützpunkt. Dabei unternimmt Masago einen Befreiungsversuch. Das Handgemenge führt zum Absturz des Hubschraubers. Der größte Teil der Insassen kommt dabei ums Leben. Jedoch können Tom, Sally, Ford, und Masagos frühere rechte Hand lebend entkommen.
Mittlerweile hat sich Melodys sensationelle Veröffentlichung über das Internet verbreitet. Alle Beteiligten werden berühmt, auch Robbie Weathers, die Tochter des Prospektors vom Anfang des Romans. Die Smithsonian Institution gründet eine Stiftung zur Erforschung der Venus-Partikel und des Dinosaurier-Fundes. Es wird die Spekulation geäußert, dass die Venus-Parikel absichtlich von Außerirdischen auf die Erde gebracht wurden, um die Dinosaurier auszurotten und somit die Entwicklung des Menschen zu ermöglichen.

## Universum
- Schon in Der Codex (2004) spielte Tom Broadbent die Hauptrolle, immer wieder kommt es dementsprechend zu Anspielungen
- Im letzten Kapitel wird auf den Roman „Mount Dragon“ von Douglas Preston und Lincoln Child angespielt, das mit diesem Buch die zahlreichen reit- und pferdeverwandten Themen sowie die Idee einer Schatzkarte gemein hat. Allerdings wird der Darstellung in „Mount Dragon“ widersprochen, dass das Labor explodiert sei, denn in „Der Canyon“ wird lediglich von einem einfachen Brand berichtet.

## Ausgaben
- Douglas Preston Der Canyon, Knaur Taschenbuch Verlag 2007 - ISBN 3-426-63375-2